# Caridina dennerli
Caridina dennerli (лат.) — вид пресноводных креветок из семейства Atyidae отряда десятиногих ракообразных. Вырастают в длину до 2,5 см. Своё название вид получил в честь германской компании Dennerle GmbH, спонсировавшей экспедицию, которая привела к открытию этого вида. Среди аквариумистов Caridina dennerli известна как креветка-кардинал.

## Ареал и среда обитания
Caridina dennerli — эндемик озера Матано, находящегося на острове Сулавеси (Индонезия). Встречается на камнях и скалах на мелководье (на глубине до 10 м).

## Взаимоотношение с человеком
Международный союз охраны природы присвоил виду охранный статус «Вымирающий». Опасность представляют поступающие в озеро отходы от жизнедеятельности человека и добычи никеля, а также интродуцированные в озеро виды: нильский окунь и карп.